# シリア砂漠

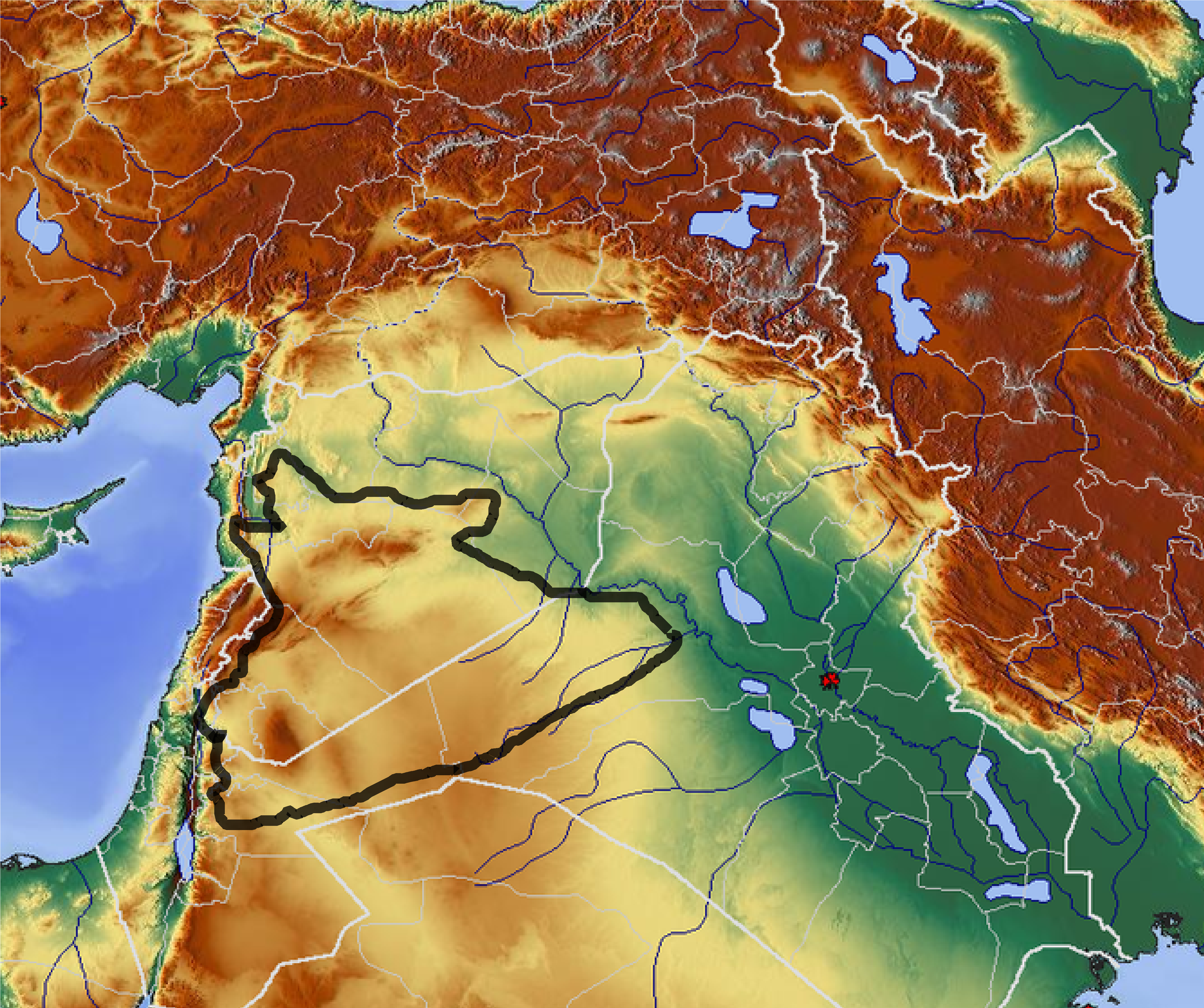
シリア砂漠の地理的位置

シリア砂漠（シリアさばく、Syrian Desert、アラビア語：بادية الشام, badiyah ash sham, 別名シリア・アラビア砂漠 Syro-Arabian desert）はシリア、ヨルダン、イラク各国の内陸部にまたがる砂漠地帯。ステップと砂漠の複合した植生の荒地である。西はシリアのオロンテス川渓谷、東はシリアからイラクへ流れるユーフラテス川渓谷に及ぶ。北はシリア北部の肥沃な草原・森林へ至り、南はネフド砂漠などアラビア半島内陸の砂漠へとつながる。
砂漠の中にはパルミラ（タドモル）をはじめ多くのオアシスがあり、砂漠を横切る隊商の中継地となってきた。シリアの首都ダマスカスも、シリア砂漠のオアシス都市である。シリア砂漠の多くは高原地帯で、東のユーフラテス川に向かってなだらかに低くなっており、その中に多くのワジが谷を作る。砂漠の北方にはアッ=ルワーク山脈（Jabal ar-Ruwaq）、ラシード山脈（Jabal Rasid）、アブ=ルジマイン山脈（Jabal Abu Rujmayn）、ビシュリ山脈（Jabal Bishri）など低い山並みがユーフラテスのある北東方向へ並行に連なる。特徴的な地形には、シリア南部のエッドゥルーズ山地（Jebel Druze）にある古い火山からの溶岩流が作った地形がある。これらの山地の南方にはハマード高原という砂漠地帯がサウジ内陸へ続く。ホムスの東、南のルワーク山脈と北のラシード山脈に挟まれた盆地はホムス砂漠と呼ばれる荒地であり、その先の谷間にパルミラのオアシスがある。
シリア砂漠は遊牧民であるベドウィン諸部族が古くから住んでおり、多くの部族が今もこの地域の街やオアシス周辺に作られた定住地に住む。また伝統的な遊牧生活を今も続ける部族もある。ベドウィンが書いたSafaiticと呼ばれる初期のアラビア語の碑文がシリア砂漠の各地に見つかり、多くは紀元前1世紀から4世紀に遡る。イラク戦争以後、シリア砂漠を通りイラクとシリア・ヨルダンを結ぶ道は、イラクから逃れる難民やイラクに入る民兵、イラクから出入りする物資や武器の密輸ルートとなっており、シリア砂漠に接するイラク西部のアンバール県を拠点とするスンニ派民兵がおさえている。